# Afrika-Cup der Frauen 2018/Qualifikation
Die Qualifikation zum Afrika-Cup der Frauen 2018 sollte am 26. Februar 2018 beginnen. Der Beginn wurde dann aber auf Anfang April 2018 verschoben. Zur Qualifikation hatten 24 der 53 Mitgliedsverbände der CAF eine Mannschaft angemeldet, darunter erstmals die Mannschaft aus Gambia. Letztlich nahmen dann aber nur 23 Mannschaften teil. Die Qualifikation war zudem die erste Stufe für die afrikanischen Mannschaften in der Qualifikation für die Fußball-Weltmeisterschaft der Frauen 2019. Die Afrikameisterschaft ist dann die zweite Stufe und dort können sich drei Mannschaften für die WM qualifizieren.

## Hintergrund und Modus
Die Mannschaft Äquatorialguineas war zunächst von der Teilnahme an der Qualifikation ausgeschlossen. Diese Entscheidung wurde im Juli 2017 rückgängig gemacht und die Mannschaft in der Qualifikation folglich berücksichtigt. Aufgrund einer anhaltenden Sperre der FIFA kann sich Äquatorialguinea jedoch nicht für die Fußball-Weltmeisterschaft der Frauen 2019 qualifizieren.
Die Qualifikation wurde in zwei Runden im K.-o.-System mit Hin- und Rückspiel ausgetragen. In der ersten Runde trafen die 20 schwächeren Nationen aufeinander. Die Sieger ermittelten in der zweiten Runde mit den vier gesetzten Mannschaften die sieben Qualifikanten für den Afrika-Cup der Frauen.

## Mannschaften
| Gesetzte Mannschaften1                                             | Teilnehmer                                                                                     | Teilnehmer                                                                                                  |
| ------------------------------------------------------------------ | ---------------------------------------------------------------------------------------------- | --- |
| Nigeria (35.) Kamerun (47.) Äquatorialguinea (51.) Südafrika (52.) | Algerien Äthiopien Burkina Faso Elfenbeinküste Gambia Kenia Republik Kongo Lesotho Libyen Mali | Marokko Namibia Sambia Senegal Sierra Leone Simbabwe Swasiland Tansania Uganda Zentralafrikanische Republik |

1Die vier besten Mannschaften in der Weltrangliste erhielten ein Freilos in Runde 1

## Qualifikation

### Erste Runde
Die Qualifikationsspiele fanden zwischen dem 4. bis 10. April 2018 statt.
|                | Gesamt          |                              | Hinspiel | Rückspiel |
| -------------- | --------------- | ---------------------------- | -------- | --------- |
| Senegal        | 2:3             | Algerien                     | 2:1      | 0:2       |
| Libyen         | 00:15           | Äthiopien                    | 0:8      | 0:7       |
| Marokko        | (a)1:1(a)       | Elfenbeinküste               | 1:1      | 0:0       |
| Sierra Leone 1 |                 | Mali                         |          |           |
| Burkina Faso   | 3:3 (3:5 i. E.) | Gambia                       | 2:1      | 1:2 n. V. |
| Republik Kongo | 3:0             | Zentralafrikanische Republik | 2:0      | 1:0       |
| Kenia          | 1:0             | Uganda                       | 1:0      | 0:0       |
| Lesotho        | 3:1             | Swasiland                    | 1:0      | 2:1       |
| Tansania       | (a)4:4(a)       | Sambia                       | 3:3      | 1:1       |
| Namibia        | 0:4             | Simbabwe                     | 0:2      | 0:2       |

### Zweite Runde
Die Qualifikationsspiele fanden zwischen dem 6. bis 11. Juni 2018 statt.
|                | Gesamt    |                  | Hinspiel | Rückspiel |
| -------------- | --------- | ---------------- | -------- | --------- |
| Algerien       | 6:3       | Äthiopien        | 3:1      | 3:2       |
| Elfenbeinküste | (a)2:2(a) | Mali             | 2:2      | 0:0       |
| Gambia         | 0:7       | Nigeria          | 0:1      | 0:6       |
| Republik Kongo | 00:10     | Kamerun          | 0:5      | 0:5       |
| Kenia 1        | 2:3       | Äquatorialguinea | 2:1      | 0:2       |
| Lesotho        | 0:7       | Südafrika        | 0:1      | 0:6       |
| Sambia         | (a)2:2(a) | Simbabwe         | 0:1      | 2:1       |

## Beste Torschützinnen
| Rang | Spielerin           | Tore |
| ---- | ------------------- | ---- |
| 01   | Loza Abera          | 8    |
| 02   | Rehima Zergaw       | 4    |
| 02   | Desire Oparanozie   | 4    |
| 02   | Jermaine Seoposenwe | 4    |
| 05   | Fatima Sekouane     | 3    |
| 05   | Salimata Simpore    | 3    |
| 05   | Gabrielle Onguéné   | 3    |
| 05   | Barbra Banda        | 3    |
| 09   | Myriam Benlazar     | 2    |
| 09   | Thérèse Abena       | 2    |
| 09   | Ajara Nchout        | 2    |
| 09   | Adolphine Dembélé   | 2    |
| 09   | Asisat Oshoala      | 2    |
| 09   | Mavis Chirandu      | 2    |
| 09   | Marjory Nyaumwe     | 2    |
| 09   | Chantelle Esau      | 2    |
| 09   | Asha Rashid         | 2    |
| 19   | 42 Spielerinnen     | 1    |

- Fett gesetzte Spielerinnen sind mit ihren Mannschaften für den Afrika-Cup qualifiziert
- Kursiv gesetzte Spielerinnen sind mit ihren Mannschaften in der ersten Runde der Qualifikation ausgeschieden.
- Zudem ein Eigentor durch Kouanda (Burkina Faso) gegen Gambia.